# Lică Ștefănescu
Lică Ștefănescu (n. 1865, București — d. 1925, București) a fost un cunoscut țambalist virtuoz român, de etnie romă, de la începutul secolului al XX-lea.

## Biografie
S-a născut în jurul anului 1865 la București, într-o familie de muzicanți. Învață să cânte pe un țambal mare de concert (Schunda) de proveniență ungurească. Ajunge în Rusia cu orchestra lui Sava Pădureanu, stabilindu-se la Moscova și la Petrograd, în funcție de unde se găsea curtea țaristă.
În 1900 participă la Expoziția Universală de la Paris, făcând parte din orchestra lui Cristache Ciolac. În seara zilei de 31 decembrie susține în saloanele din Hotel des Societe Savantes un program muzical, împreună cu alți câțiva reprezentanți români precum George Enescu, compozitorul Ion Scărlătescu și pianistul Iosif Paschill.  Interpretează aici numai piese clasice precum uvertura operei Zampa, două valsuri de Chopin și Durand, iar în final, Rapsodia maghiară de Franz Liszt.
În perioada 1900-1910, susține concerte clasice la Ateneul Român, în compania sopranei Alexandrina Niculescu, violoncelistului Anghel Rădulescu, violonistului Vladimir Hradecky și pianistului Dumitru Dumitriu.
La 16 septembrie 1906, în numărul 6133 al ziarului „Adevărul”, Emil D. Fagure, remarcându-i virtuozitatea, afirmă despre lăutar că „a ridicat țambalul la instrument de concert”. În această perioadă își începe angajamentele cu orchestra lui Cristache Ciolac la restaurantul „Iordache Ionescu” de pe strada Covaci.
În perioada 1911-1914 înregistrează în Rusia câteva melodii concertante la țambal.

## Decesul
Moare în anul 1925 la București, fiind înmormântat la cimitirul „Pătrunjel” (azi „Reînvierea”) din Colentina.

## Discografie
Discurile lui Lică Ștefănescu au fost înregistrate la casele de discuri International Extra Record și Extraphone din Rusia.
| An      | Casă de discuri            | Număr de catalog | Format                 | Piese                                                                                 | Acompaniament |
| ------- | -------------------------- | ---------------- | ---------------------- | ------------------------------------------------------------------------------------- | ------------- |
| indisp. | International Extra Record | 49501 / 49502    | shellac, 25 cm, 78 RPM | Crizanteme Eu nu vă spun și Florile mele                                              | solo țambal   |
| indisp. | Extraphone                 | 22003 / 22004    | shellac, 25 cm, 78 RPM | Na sopkakh Manchzhurii ksil [Pe dealurile Manchuriei] Son Kievlyanki [Visul Kievului] | solo țambal   |